# Race of Champions
Pour l’article homonyme, voir Race of Champions (Brands Hatch).
The Race of Champions (ou The ROC en version abrégée) — littéralement « La Course des champions » — est une épreuve automobile internationale.

## Histoire
Elle est organisée par Michèle Mouton et Fredrik Johnson depuis 1988, et a lieu en fin d'année et regroupe des pilotes de rallye, rejoints depuis quelques années par des pilotes de circuit, et plus récemment encore par des pilotes moto, d'endurance, de supertourisme ou de rallye-raid.
| Année | Lieu                                                    | Ville                                                   | Pays                                                    |
| ----- | ------------------------------------------------------- | ------------------------------------------------------- | ------------------------------------------------------- |
| 1988  | Autodrome de Linas-Montlhéry                            | Linas                                                   | France                                                  |
| 1989  | Nürburgring                                             | Nürburg                                                 | Allemagne de l'Ouest                                    |
| 1990  | Parc Olympique de Montjuïc                              | Barcelone                                               | Espagne                                                 |
| 1991  | Circuit del Jarama                                      | Madrid                                                  | Espagne                                                 |
| 1992  | Ciudad Deportiva Islas Canarias                         | Telde                                                   | Espagne                                                 |
| 1993  | Ciudad Deportiva Islas Canarias                         | Telde                                                   | Espagne                                                 |
| 1994  | Ciudad Deportiva Islas Canarias                         | Telde                                                   | Espagne                                                 |
| 1995  | Ciudad Deportiva Islas Canarias                         | Telde                                                   | Espagne                                                 |
| 1996  | Ciudad Deportiva Islas Canarias                         | Telde                                                   | Espagne                                                 |
| 1997  | Ciudad Deportiva Islas Canarias                         | Telde                                                   | Espagne                                                 |
| 1998  | Ciudad Deportiva Islas Canarias                         | Telde                                                   | Espagne                                                 |
| 1999  | Ciudad Deportiva Islas Canarias                         | Telde                                                   | Espagne                                                 |
| 2000  | Ciudad Deportiva Islas Canarias                         | Telde                                                   | Espagne                                                 |
| 2001  | Ciudad Deportiva Islas Canarias                         | Telde                                                   | Espagne                                                 |
| 2002  | Ciudad Deportiva Islas Canarias                         | Telde                                                   | Espagne                                                 |
| 2003  | Ciudad Deportiva Islas Canarias                         | Telde                                                   | Espagne                                                 |
| 2004  | Stade de France                                         | Saint-Denis                                             | France                                                  |
| 2005  | Stade de France                                         | Saint-Denis                                             | France                                                  |
| 2006  | Stade de France                                         | Saint-Denis                                             | France                                                  |
| 2007  | Wembley Stadium                                         | Londres                                                 | Royaume-Uni                                             |
| 2008  | Wembley Stadium                                         | Londres                                                 | Royaume-Uni                                             |
| 2009  | Stade national                                          | Pékin                                                   | Chine                                                   |
| 2010  | Esprit Arena                                            | Düsseldorf                                              | Allemagne                                               |
| 2011  | Esprit Arena                                            | Düsseldorf                                              | Allemagne                                               |
| 2012  | Rajamangala Stadium                                     | Bangkok                                                 | Thaïlande                                               |
| 2013  | Pas de course (crise politique en Thaïlande)            | Pas de course (crise politique en Thaïlande)            | Pas de course (crise politique en Thaïlande)            |
| 2014  | Bushy Park Circuit                                      | Saint Philip                                            | Barbade                                                 |
| 2015  | London Stadium – Queen Elizabeth Olympic Park           | Londres                                                 | Royaume-Uni                                             |
| 2016  | Pas de course (changement de dates)                     | Pas de course (changement de dates)                     | Pas de course (changement de dates)                     |
| 2017  | Marlins Park                                            | Miami                                                   | États-Unis                                              |
| 2018  | King Fahd International Stadium                         | Riyad                                                   | Arabie saoudite                                         |
| 2019  | Foro Sol, Autódromo Hermanos Rodríguez                  | Mexico                                                  | Mexique                                                 |
| 2020  | En ligne (Virtuel)                                      | N/A                                                     | N/A                                                     |
| 2021  | Pas de course (pandémie de Covid-19)                    | Pas de course (pandémie de Covid-19)                    | Pas de course (pandémie de Covid-19)                    |
| 2022  | Pite Havsbad                                            | Piteå                                                   | Suède                                                   |
| 2023  | Pite Havsbad                                            | Piteå                                                   | Suède                                                   |
| 2024  | Pas de course (incertitudes sur l'utilisation de Piteå) | Pas de course (incertitudes sur l'utilisation de Piteå) | Pas de course (incertitudes sur l'utilisation de Piteå) |
| 2025  | Stadium Australia                                       | Sydney                                                  | Australie                                               |

## Format
Elle se dispute sous la forme d'une « super-spéciale », opposant deux pilotes sur deux pistes parallèles, qui forment un circuit continu. Les deux pilotes parcourent ainsi la même distance aux mêmes endroits, mais pas aux mêmes moments. Lors d'un duel, le vainqueur est celui qui a bouclé le circuit empruntant les deux pistes, le plus rapidement possible.
Il y a deux trophées décernés lors de cet événement :
- le champion des champions (le trophée Henri-Toivonen, en mémoire du pilote finlandais) ;
- la coupe des nations (depuis 1999). Les équipes sont composées de deux pilotes, à la base un pilote circuit et un pilote rallye, mais qui peuvent aussi être deux pilotes circuit ou deux pilotes rallye selon la présence ou non de pilotes célèbres d'un pays dans les deux disciplines.

## Palmarès
| 1988 | Juha Kankkunen     |               |               |
| 1989 | Stig Blomqvist     |               |               |
| 1990 | Stig Blomqvist     |               |               |
| 1991 | Juha Kankkunen     |               |               |
| 1992 | Andrea Aghini      |               |               |
| 1993 | Didier Auriol      |               |               |
| 1994 | Didier Auriol      |               |               |
| 1995 | François Delecour  |               |               |
| 1996 | Didier Auriol      |               |               |
| 1997 | Carlos Sainz       |               |               |
| 1998 | Colin McRae        |               |               |
| 1999 | Didier Auriol      |               |               |
| 2000 | Tommi Mäkinen      |               |               |
| 2001 | Harri Rovanperä    |               |               |
| 2002 | Marcus Grönholm    |               |               |
| 2003 | Sébastien Loeb     |               |               |
| 2004 | Heikki Kovalainen  |               |               |
| 2005 | Sébastien Loeb     |               |               |
| 2006 | Mattias Ekström    |               |               |
| 2007 | Mattias Ekström    |               |               |
| 2008 | Sébastien Loeb     |               |               |
| 2009 | Mattias Ekström    |               |               |
| 2010 | Filipe Albuquerque |               |               |
| 2011 | Sébastien Ogier    |               |               |
| 2012 | Romain Grosjean    |               |               |
| 2013 | Pas de course      | Pas de course | Pas de course |
| 2014 | David Coulthard    |               |               |
| 2015 | Sebastian Vettel   |               |               |
| 2016 | Pas de course      | Pas de course | Pas de course |
| 2017 | Juan Pablo Montoya |               |               |
| 2018 | David Coulthard    |               |               |
| 2019 | Benito Guerra      |               |               |
| 2020 | Timmy Hansen       |               |               |
| 2021 | Pas de course      | Pas de course | Pas de course |
| 2022 | Sébastien Loeb     |               |               |
| 2023 | Mattias Ekström    |               |               |
| 2024 | Pas de course      | Pas de course | Pas de course |
| 2025 | Sébastien Loeb     |               |               |

| Année | Équipe gagnante | Pilotes                                           |               |
| ----- | --------------- | ------------------------------------------------- | ------------- |
| 1999  | Finlande        | Tommi Mäkinen / Kari Tiainen / Jyrki Järvilehto   |               |
| 2000  | France          | Gilles Panizzi / Yvan Muller / Régis Laconi       |               |
| 2001  | Espagne         | Fernando Alonso / Jesús Puras / Rubén Xaus        |               |
| 2002  | États-Unis      | Jeff Gordon / Jimmie Johnson / Colin Edwards      |               |
| 2003  | All-Star        | Gilles Panizzi / Cristiano Da Matta / Fonsi Nieto |               |
| 2004  | France          | Jean Alesi / Sébastien Loeb                       |               |
| 2005  | Scandinavie     | Tom Kristensen / Mattias Ekström                  |               |
| 2006  | Finlande        | Heikki Kovalainen / Marcus Grönholm               |               |
| 2007  | Allemagne       | Michael Schumacher / Sebastian Vettel             |               |
| 2008  | Allemagne       | Michael Schumacher / Sebastian Vettel             |               |
| 2009  | Allemagne       | Michael Schumacher / Sebastian Vettel             |               |
| 2010  | Allemagne       | Michael Schumacher / Sebastian Vettel             |               |
| 2011  | Allemagne       | Michael Schumacher / Sebastian Vettel             |               |
| 2012  | Allemagne       | Michael Schumacher / Sebastian Vettel             |               |
| 2013  | Pas de course   | Pas de course                                     | Pas de course |
| 2014  | Scandinavie     | Tom Kristensen / Petter Solberg                   |               |
| 2015  | Angleterre 1    | Jason Plato / Andy Priaulx                        |               |
| 2016  | Pas de course   | Pas de course                                     | Pas de course |
| 2017  | Allemagne       | Sebastian Vettel                                  |               |
| 2018  | Allemagne       | Timo Bernhard / René Rast                         |               |
| 2019  | Scandinavie     | Tom Kristensen / Johan Kristoffersson             |               |
| 2020  | All-Star        | James Baldwin / Romain Grosjean                   |               |
| 2021  | Pas de course   | Pas de course                                     | Pas de course |
| 2022  | Norvège         | Petter Solberg / Oliver Solberg                   |               |
| 2023  | Norvège         | Petter Solberg / Oliver Solberg                   |               |
| 2024  | Pas de course   | Pas de course                                     | Pas de course |
| 2025  | France          | Sébastien Loeb / Victor Martins                   |               |

## Statistiques
| Nombre de Race of Champions | Nombre de Race of Champions | Nombre de Race of Champions | Nombre de Race of Champions  |
| no                          | Pilote                      | Titres                      | Année                        |
| --------------------------- | --------------------------- | --------------------------- | ---------------------------- |
| 1                           | Sébastien Loeb              | 5                           | 2003, 2005, 2008, 2022, 2025 |
| 2                           | Didier Auriol               | 4                           | 1993, 1994, 1996, 1999       |
| -                           | Mattias Ekström             | 4                           | 2006, 2007, 2009, 2023       |
| 4                           | Stig Blomqvist              | 2                           | 1989, 1990                   |
| -                           | Juha Kankkunen              | 2                           | 1988, 1991                   |
| -                           | David Coulthard             | 2                           | 2014, 2018                   |
| 7                           | Andrea Aghini               | 1                           | 1992                         |
| -                           | François Delecour           | 1                           | 1995                         |
| -                           | Carlos Sainz                | 1                           | 1997                         |
| -                           | Colin McRae                 | 1                           | 1998                         |
| -                           | Tommi Mäkinen               | 1                           | 2000                         |
| -                           | Harri Rovanperä             | 1                           | 2001                         |
| -                           | Marcus Grönholm             | 1                           | 2002                         |
| -                           | Heikki Kovalainen           | 1                           | 2004                         |
| -                           | Filipe Albuquerque          | 1                           | 2010                         |
| -                           | Sébastien Ogier             | 1                           | 2011                         |
| -                           | Romain Grosjean             | 1                           | 2012                         |
| -                           | Sebastian Vettel            | 1                           | 2015                         |
| -                           | Juan Pablo Montoya          | 1                           | 2017                         |
| -                           | Benito Guerra               | 1                           | 2019                         |
| -                           | Timmy Hansen                | 1                           | 2020                         |

| Nombre de Coupe des Nations | Nombre de Coupe des Nations | Nombre de Coupe des Nations | Nombre de Coupe des Nations                    |
| no                          | Nation                      | Titres                      | Année                                          |
| --------------------------- | --------------------------- | --------------------------- | ---------------------------------------------- |
| 1                           | Allemagne                   | 8                           | 2007, 2008, 2009, 2010, 2011, 2012, 2017, 2018 |
| 2                           | Scandinavie                 | 3                           | 2005, 2014, 2019                               |
| -                           | France                      | 3                           | 2000, 2004, 2025                               |
| 4                           | Finlande                    | 2                           | 1999, 2006                                     |
| -                           | All-Star                    | 2                           | 2003, 2020                                     |
| -                           | Norvège                     | 2                           | 2022, 2023                                     |
| 7                           | Espagne                     | 1                           | 2001                                           |
| -                           | États-Unis                  | 1                           | 2002                                           |
| -                           | Angleterre                  | 1                           | 2015                                           |

## Les dernières éditions

### 2004
The Race of Champions est de retour à Paris le 4 décembre, au Stade de France.
- Le champion des champions est Heikki Kovalainen.
- L'équipe de France, composée de Jean Alesi et Sébastien Loeb, remporte la coupe des nations.

| Équipes                   | Pilotes Circuit    | Pilotes Rallye (sauf *) |
| ------------------------- | ------------------ | ----------------------- |
| Brésil                    | Felipe Massa       | Tony Kanaan*            |
| Finlande                  | Heikki Kovalainen  | Marcus Grönholm         |
| France                    | Jean Alesi         | Sébastien Loeb          |
| France (Team PlayStation) | Sébastien Bourdais | Stéphane Sarrazin*      |
| Allemagne                 | Michael Schumacher | Armin Schwarz           |
| Grande-Bretagne           | David Coulthard    | Colin McRae             |
| Suède                     | Kenny Bräck        | Mattias Ekström*        |
| États-Unis                | Casey Mears        | Jimmie Johnson*         |

Casey Mears remplace Jeff Gordon, grippé.
* Pilotes circuit (Ekström et Sarrazin ont disputé quelques manches du championnat du monde de rallye).

### 2005
Pour la deuxième fois au stade de France, The Race of Champions a lieu le samedi 3 décembre 2005.
- Victoire de L'équipe de Scandinavie à la coupe des nations.
- Sébastien Loeb est le champion des champions 2005.

| Équipes                 | Pilotes Circuit    | Pilotes Rallye (sauf * et **) |
| ----------------------- | ------------------ | ----------------------------- |
| Allemagne               | Bernd Schneider    | Armin Schwarz                 |
| Team Benelux            | Christijan Albers  | François Duval                |
| Brésil                  | Felipe Massa       | Nelsinho Piquet*              |
| Finlande                | Heikki Kovalainen  | Marcus Grönholm               |
| France                  | Jean Alesi         | Sébastien Loeb                |
| Team PlayStation France | Sébastien Bourdais | Stéphane Peterhansel**        |
| Grande-Bretagne         | David Coulthard    | Colin McRae                   |
| Scandinavie             | Tom Kristensen     | Mattias Ekström*              |
| États-Unis              | Jeff Gordon        | Travis Pastrana               |

* Pilotes circuit, ** Pilote de rallye-raid.

### 2006
Pour sa troisième venue au stade de France, The Race of Champions a lieu le samedi 16 décembre 2006.
| Équipes                 | Pilotes Circuit (sauf **) | Pilotes Rallye (sauf * **) |
| ----------------------- | ------------------------- | -------------------------- |
| Allemagne               | Bernd Schneider           | Armin Schwarz              |
| Finlande                | Heikki Kovalainen         | Marcus Grönholm            |
| Espagne                 | Nani Roma**               | Daniel Sordo               |
| France                  | Yvan Muller               | Stéphane Peterhansel**     |
| Team PlayStation France | Sébastien Bourdais        | Sébastien Loeb             |
| Grande-Bretagne         | James Thompson            | Andy Priaulx*              |
| Écosse                  | David Coulthard           | Colin McRae                |
| Scandinavie             | Tom Kristensen            | Mattias Ekström*           |
| États-Unis              | Travis Pastrana           | Travis Pastrana            |

James Thompson remplace Jenson Button. À la suite du forfait de Jimmie Johnson, Travis Pastrana a couru seul pour représenter les États-Unis, et a su hisser son pays en finale de la Nation Cup.
* Pilotes circuit, ** Pilotes de rallye-raid.

### 2007

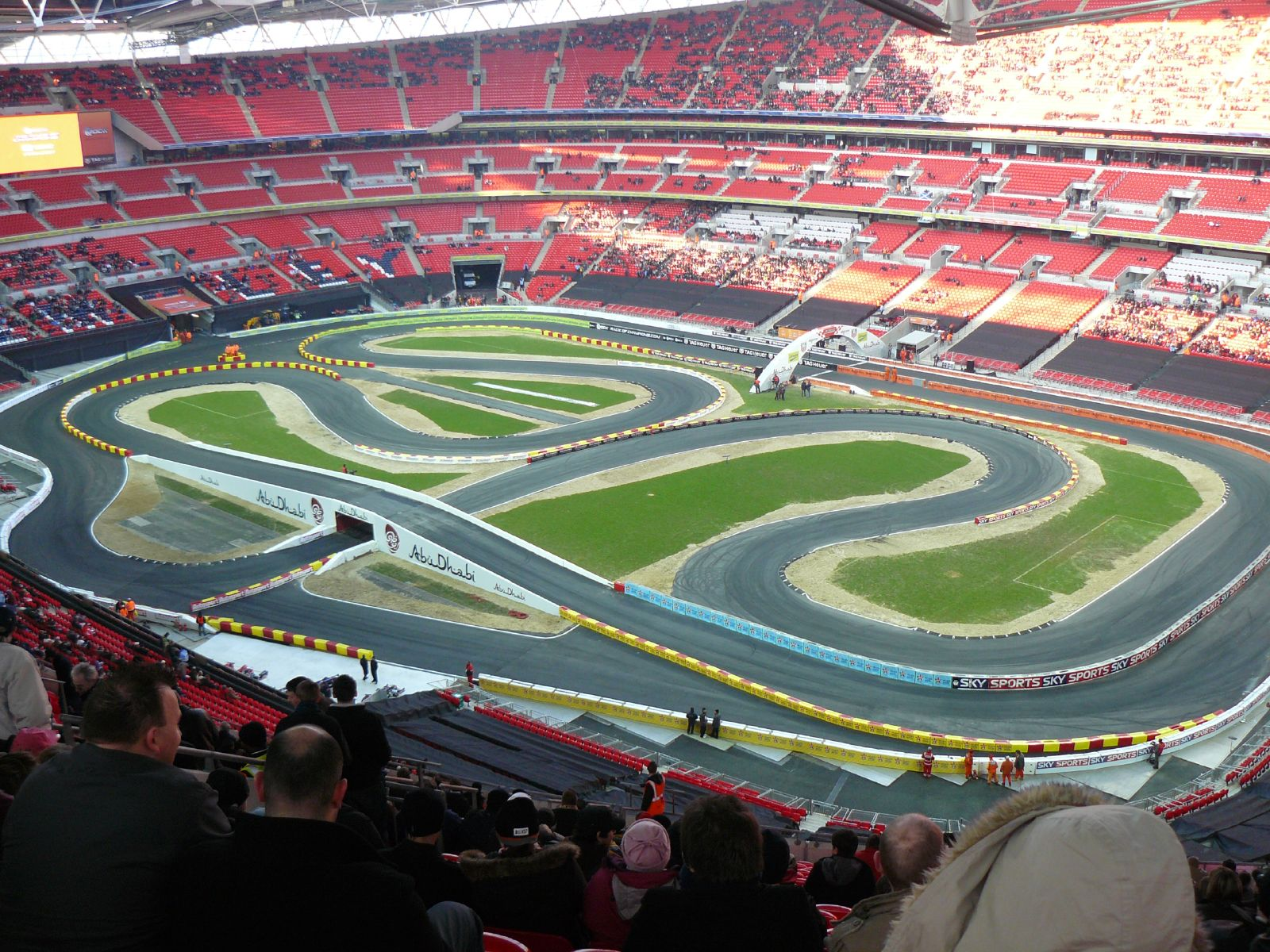
Édition 2007 à Wembley

Pour sa première venue au stade de Wembley, The Race of Champions a lieu le samedi 16 décembre 2007.
| Équipes         | Pilotes Circuit (sauf *) | Pilotes Rallye (sauf **) |
| --------------- | ------------------------ | ------------------------ |
| Allemagne       | Michael Schumacher       | Sebastian Vettel**       |
| Finlande        | Heikki Kovalainen        | Marcus Grönholm          |
| Norvège         | Petter Solberg*          | Henning Solberg          |
| France          | Sébastien Bourdais       | Yvan Muller**            |
| Grande-Bretagne | Jenson Button            | Andy Priaulx**           |
| Écosse          | David Coulthard          | Alister McRae            |
| Scandinavie     | Tom Kristensen           | Mattias Ekström**        |
| États-Unis      | Jimmie Johnson           | Travis Pastrana          |

### 2008
Pour sa deuxième venue au stade de Wembley, The Race of Champions a lieu le samedi 14 décembre 2008.
| Équipes                        | Pilotes Circuit (sauf *) | Pilotes Rallye (sauf **) |
| ------------------------------ | ------------------------ | ------------------------ |
| Allemagne                      | Michael Schumacher       | Sebastian Vettel**       |
| Team Autosport Grande-Bretagne | Jenson Button            | Andy Priaulx**           |
| Team F1 Racing Grande-Bretagne | David Coulthard          | Jason Plato**            |
| ROC All Stars                  | Jaime Alguersuari        | Troy Bayliss**           |
| France                         | Yvan Muller              | Sébastien Loeb           |
| Scandinavie                    | Tom Kristensen           | Mattias Ekström**        |
| États-Unis                     | Carl Edwards             | Tanner Foust             |
| Irlande                        | Adam Carroll             | Gareth MacHale           |

### 2009
Pour sa première venue au stade de Pékin, The Race of Champions a lieu le mardi 3 novembre 2009 pour la coupe des nations et le mercredi 4 pour la course des champions.
| Équipes                        | Pilotes Circuit (sauf *) | Pilotes Rallye (sauf **) |
| ------------------------------ | ------------------------ | ------------------------ |
| Allemagne                      | Michael Schumacher       | Sebastian Vettel**       |
| Team Autosport Grande-Bretagne | Jenson Button            | Andy Priaulx**           |
| Scandinavie                    | Tom Kristensen           | Mattias Ekström**        |
| Finlande                       | Mikko Hirvonen*          | Marcus Grönholm          |
| Australie                      | Chad Reed*               | Mick Doohan**            |
| France                         | Yvan Muller              | Guerlain Chicherit       |
| ROC All Stars                  | David Coulthard          | Giniel de Villiers       |
| États-Unis                     | Tanner Foust             | Travis Pastrana**        |
| Monaco                         | Clivio Piccione          | Emanuele Pirro**         |

### 2011
http://www.nextgen-auto.com/ROC-Ogier-s-impose-dans-la-Course-des-Champions-2011,34474.html

### 2014
| Équipes     |                  |                   |
| ----------- | ---------------- | ----------------- |
| Amérique    | José María López | Robby Gordon      |
| Australie   | Jamie Whincup*   | Mick Doohan       |
| Barbade     | Rhett Watson     | Dane Skeete       |
| Écosse      | Susie Wolff      | David Coulthard   |
| États-Unis  | Ryan Hunter-Reay | Kurt Busch**      |
| France      | Romain Grosjean  | Esteban Ocon      |
| Team Nordic | Tom Kristensen   | Petter Solberg    |
| Young Stars | Jolyon Palmer    | Pascal Wehrlein** |

### 2015
| Équipes      |                  |                  |
| ------------ | ---------------- | ---------------- |
| Allemagne    | Sebastian Vettel | Nico Hülkenberg  |
| Australie    | Daniel Ricciardo | Mick Doohan      |
| Brésil       | Felipe Massa     | Nelson Piquet Jr |
| Écosse       | Susie Wolff      | David Coulthard  |
| Angleterre 1 | Jason Plato      | Andy Priaulx     |
| Angleterre 2 | Jenson Button    | Alex Buncombe    |
| Team Nordic  | Tom Kristensen   | Petter Solberg   |
| Young Stars  | Jolyon Palmer    | Pascal Wehrlein  |
| Amérique     | José María López | Ryan Hunter-Reay |
| All Stars    | Romain Grosjean  | Chris Hoy        |

- Jorge Lorenzo doit renoncer à la suite de sa brûlure [2]

### 2017
| Équipes                    |                   |                    |
| -------------------------- | ----------------- | ------------------ |
| Allemagne                  | Sebastian Vettel  | Pascal Wehrlein    |
| Angleterre                 | Jenson Button     | David Coulthard    |
| Brésil                     | Tony Kanaan       | Felipe Massa       |
| Colombie                   | Gabby Chaves      | Juan Pablo Montoya |
| ROC Factor Amérique latine | Hélio Castroneves | Gabriel Glusman    |
| ROC Factor Canada          | James Hinchcliffe | Stefan Rzadzinski  |
| Team Nordic                | Tom Kristensen    | Petter Solberg     |
| Team USA IndyCar Series    | Ryan Hunter-Reay  | Alexander Rossi    |
| Team USA NASCAR            | Kurt Busch        | Kyle Busch         |
| Team USA Rally X           | Travis Pastrana   | Scott Speed        |

### 2022
L'édition 2022 est prévue les 5–6 février à Piteå. L'événement est diffusé en France par Canal+.

### 2023
L'édition 2023 est prévue les 28–29 janvier à Piteå.